# Leonard Siffleet

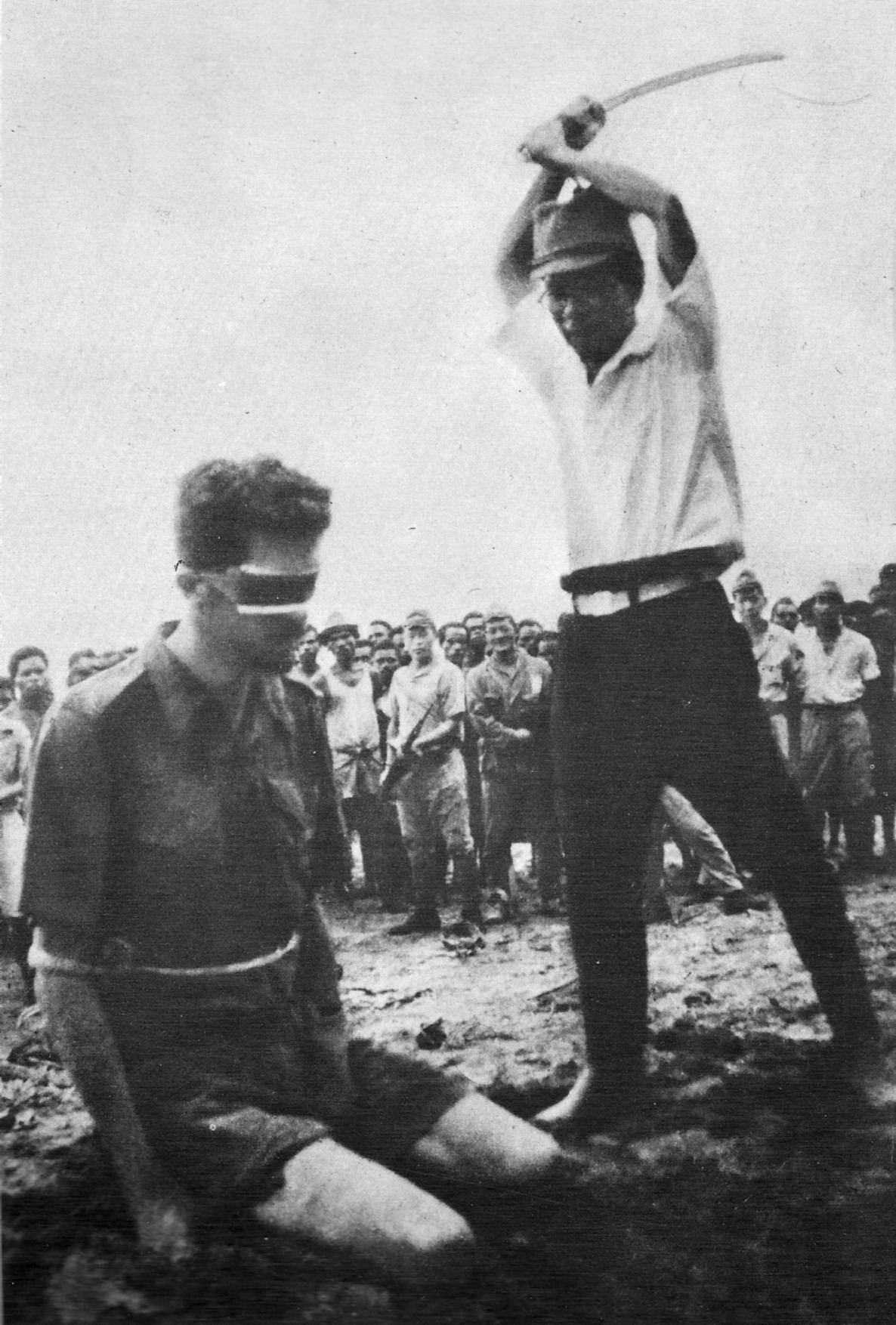
Avrättningen av Leonard Siffleet.

Leonard Siffleet, född 14 januari 1916 i Gunnedah, New South Wales, Australien, död 24 oktober 1943 i Aitape, Nya Guinea, var en australisk kommandosoldat. Under andra världskriget togs till fånga av japanerna. Fotografiet som visar Siffleet inför avrättningen har blivit berömt.